# Мирабель (Ардеш)
Мирабе́ль (фр. Mirabel, окс. Mirabèu) — коммуна во Франции, находится в регионе Рона — Альпы. Департамент коммуны — Ардеш. Входит в состав кантона Вильнёв-де-Бер. Округ коммуны — Ларжантьер.
Код INSEE коммуны — 07159.
Название Мирабель означает «место с красивым видом».

## Население
Население коммуны на 2008 год составляло 402 человека.
| 1962 | 1968 | 1975 | 1982 | 1990 | 1999 | 2008 |
| ---- | ---- | ---- | ---- | ---- | ---- | ---- |
| 278  | 310  | 285  | 288  | 293  | 314  | 402  |

## Экономика
В 2007 году среди 256 человек в трудоспособном возрасте (15—64 лет) 184 были экономически активными, 72 — неактивными (показатель активности — 71,9 %, в 1999 году было 76,5 %). Из 184 активных работали 167 человек (87 мужчин и 80 женщин), безработных было 17 (9 мужчин и 8 женщин). Среди 72 неактивных 22 человека были учениками или студентами, 33 — пенсионерами, 17 были неактивными по другим причинам.

## Достопримечательности
- Башня Мирабель[фр.], развалины одного из двух замков, разрушенных во время религиозных войн
- Музей, в котором можно проследить эволюцию методов ведения сельского хозяйства от эпохи Возрождения до наших дней
- Скопление базальтовых столбов